# Blade Runner (álbum)
Blade Runner é uma banda sonora do músico grego Vangelis feita para o filme homônimo dirigido por Ridley Scott e lançado em 1982.
Há três lançamentos para o álbum. O primeiro, em 1982, apresenta as composições acompanhadas pela orquestra New American Orchestra. O segundo lançamento veio em 1994 e é considerado o oficial. Em 2007, para comemorar os 25 anos do filme, o álbum foi re-masterizado e re-lançado com a adição de dois discos contendo canções utilizadas no filme e não publicadas anteriormente.
| Críticas profissionais                                                      | Críticas profissionais |
| Avaliações da crítica                                                       | Avaliações da crítica  |
| Fonte                                                                       | Avaliação              |
| --------------------------------------------------------------------------- | ---------------------- |
| Allmusic                                                                    | [ 3 ]                  |
| Esta tabela precisa de ser acompanhada por texto em prosa. Consulte o guia. |                        |

## Faixas

### Edição de 1982
1. "Love Theme" - 4:12
2. "Main Title" - 5:01
3. "One More Kiss, Dear" - 4:00
4. "Memories of Green" - 4:50
5. "End Title" - 4:17
6. "Blade Runner Blues" - 4:38
7. "Farewell" - 3:10
8. "End Title Reprise" - 3:08

### Edição de 1994
1. "Main Titles" 3:42
2. "Blush Response" 5:44
3. "Wait for Me" 5:27
4. "Rachel's Song" 4:42
5. "Love Theme" 4:53
6. "One More Kiss, Dear" 3:57
7. "Blade Runner Blues" 8:52
8. "Memories of Green" 5:03
9. "Tales of the Future" 4:45
10. "Damask Rose" 2:33
11. "Blade Runner" - end titles 4:39
12. "Tears in Rain" 2:59

### Edição de 2007

#### Disco 1
1. "Main Titles" - 3:42
2. "Blush Response" - 5:47
3. "Wait for Me" - 5:27
4. "Rachel's Song" - 4:46
5. "Love Theme" - 4:56
6. "One More Kiss, Dear" - 3:58
7. "Blade Runner Blues" - 8:53
8. "Memories of Green" - 5:05
9. "Tales of the Future" - 4:46
10. "Damask Rose" - 2:32
11. "Blade Runner" (End Titles) - 4:40
12. "Tears in Rain" - 3:00

#### Disco 2
1. "Longing" - 1:58
2. "Unveiled Twinkling Space" - 1:59
3. "Dr. Tyrell’s Owl" - 2:40
4. "At Mr. Chew’s" - 4:47
5. "Leo’s Room" - 2:21
6. "One Alone" - 2:23
7. "Deckard And Roy’s Duel" - 6:16
8. "Dr. Tyrell’s Death" - 3:11
9. "Desolation Path" (Faixa bônus) - 5:45
10. "Empty Streets" - 6:16
11. "Mechanical Dolls" - 2:52
12. "Fading Away" - 3:32

#### Disco 3
1. "Launch Approval" - 1:54
2. "Up And Running" - 3:09
3. "Mail From India" - 3:27
4. "BR Downtown" - 2:27
5. "Dimitri’s Bar" - 3:52
6. "Sweet Solitude" - 6:56
7. "No Expectation Boulevard" - 6:44
8. "Vadavarot" - 4:14
9. "Perfume Exotico" - 5:19
10. "Spotkanie Z Matka" - 5:09
11. "Piano In An Empty Room" - 3:37
12. "Keep Asking" - 1:29